# Natala Worożbyt
Natala Anatolijiwna Worożbyt (ukr. Наталя Анатоліївна Ворожбит; ur. 1975 w Kijowie) – ukraińska dramaturg, reżyserka, scenarzystka i kuratorka.

## Życiorys
Absolwentka wydziału dramaturgicznego Instytutu Literackiego im. A. M. Gorkiego w Moskwie. Współzałożycielka Teatru Peresełencia w Kijowie, którego działalność dotyczy tematyki wojny na wschodzie Ukrainy i uchodźców wewnętrznych, w tym dziećmi.
Debiutowała w języku rosyjskim. Obecnie pisze też w języku ukraińskim, który stał się jej świadomym politycznym wyborem.

## Sztuki tłumaczone na język polski
- Dzienniki Majdanu, tłum. Agnieszka Lubomira Piotrowska
- Złe drogi, tłum. Anna Korzeniowska-Bihun